# Protomagdelanià
El Protomagdelanià fou una cultura intermèdia derivada del Perigordià superior, que es va desenvolupar cap al 18.000 aC, abans de la fase final de l'Aurinyacià.
Només se n'han fet troballes a França.
Es va caracteritzar pels llargs burís rectes sobre fulles retocades, i manca de raspadors i perforadors. Existeixen també puntes òssies de dard fusiformes o amb base bisellada.